# Eparchia permska
Eparchia permska (ros. Пермская епархия) – jedna z eparchii Rosyjskiego Kościoła Prawosławnego, z siedzibą w Permie. Wchodzi w skład metropolii permskiej.
Za datę powstania eparchii przyjmuje się rok 1383, przy czym do 1492 jej stolica mieściła się w dzisiejszej wiosce Ust'-Wymi. Jednostka nosiła nazwę wielkopermskiej i ust-wymskiej. W 1492 dołączona została do niej Wołogda i okolice i właśnie to miasto stało się nową siedzibą biskupa, zaś eparchia zmieniła równocześnie nazwę na wielkopermską i wołogodzką, zaś od 1558 była określana jedynie jako wołogodzka. W 1799 nastąpił podział ziem eparchii: obszar Wołogdy wydzielił się jako odrębna jednostka terytorialna, zaś stolicę dawnej eparchii wielkopermskiej i ust-wymskiej przeniesiono do Permu, zmieniając jej nazwę na „permską i solikamską” (nazwa ta przetrwała do 2014). Inkorporowano również do niej część dawnej eparchii wiackiej i tobolskiej.
W 2014 z eparchii wydzielono 2 nowe administratury: eparchię kudymkarską i eparchię solikamską.
Obecnie (2015) w skład eparchii wchodzi 12 dekanatów:
- permski pierwszy miejski
- permski pietropawłowski
- permski zakamski
- czajkowski
- czernuszyński
- dobriański
- kungurski pierwszy
- kungurski drugi
- łyświeński (z siedzibą w Czusowoju)
- osiński
- uspienski (z siedzibą w Kondratowie)
- monasterski (z siedzibą w Białogórskim Monasterze św. Mikołaja)

Eparchia wydaje gazetę „Prawosławny Perm”.

## Biskupi permscy
- Stefan Permski, 1383–1396
- Izaakiusz 1397–1416
- Gerazym 1416–1441
- Pitirim 1447–1456
- Jonasz 1456–1470/1471
- Amfilochiusz 1471
- Filoteusz 1471–1501
- Nikon 1502–1508
- Stefan II 1508–1514
- Protazy 1514–1520
- Pimen (Chodykin) 1520–1524
- Aleksy 1525–1543
- Atanazy 1543–1547
- Cyprian 1547–1558
- Joazaf 1558–1559
- Arseniusz (Moskwin) 1799
- Jan (Ostrowski) 1800–1801
- Justyn (Wiszniewski) 1802–1823
- Dionizy (Cwietajew) 1823–1828
- Melecjusz (Leontowicz) 1828–1831
- Arkadiusz (Fiodorow) 1831–1851
- Neofit (Sosnin) 1851–1868
- Antoni (Smolin) 1868–1876
- Wassian (Czudnowski) 1876–1883
- Nataniel (Leandrow), locum tenens 1883
- Efrem (Riazanow) 1883–1888
- Włodzimierz (Nikolski) 1888–1892
- Piotr (Łosiew) 1892–1902
- Jan (Aleksiejew) 1902–1905
- Nikanor (Nadieżdin) 1905–1908
- Palladiusz (Dobronrawow) 1908–1914
- Andronik (Nikolski) 1914–1918
- Teofan (Ilmienski), locum tenens 1918
- Borys (Szypulin), locum tenens 1918
- Teodor (Pozdiejewski) 1918–1920
- Sylwester (Bratanowski) 1920–1924
- Arkadiusz (Jerszow), locum tenens 1924–1926
- Stefan (Znamirowski), locum tenens 1926–1927
- Warłaam (Riaszencew) 1927
- Paulin (Kroszeczkin) 1927–1930
- Chryzant (Klemientjew), locum tenens 1930
- Mikołaj (Pokrowski) 1930–1931
- Warłaam (Kozula), locum tenens 1931
- Irynarch (Sinieokow-Andriejewski) 1931–1933
- Gleb (Pokrowski) 1933–1935
- Warłaam (Kozula), locum tenens 1935
- Piotr (Sawieljew), locum tenens 1936–1937
- Aleksander (Tołstopiatow) 1943–1945
- Jan (Ławrinienko) 1946–1956
- Aleksy (Konoplow) 1956–1957
- Paweł (Gołyszew) 1957–1960
- Flawian (Dmitrijuk), locum tenes 1960–1961
- Sergiusz (Łarin) 1961–1962
- Leonid (Polakow) 1964–1966
- Joazaf (Owsiannikow) 1966–1973
- Wiktoryn (Bielajew) 1973–1974
- Mikołaj (Byczkowski) 1974–1981
- Ilian (Wostriakow), locum tenens 1981–1982
- Nikon (Fomiczow) 1982–1984
- Atanazy (Kudiuk) 1984–2002
- Irynarch (Griezin) 2002–2010
- Metody (Niemcow) od 2010